# Ампаро Давила
Ампаро Давила (Пинос, 28. фебруар 1928 — Мексико Сити, 18. април 2020) била је мексичка списатељица најпознатија по својим кратким причама које се дотичу фантастичног и необичног. Освојила је награду Хавијер Виларутија 1977. године за своју збирку кратких прича, "Árboles petrificados".  У Мексику је 2015. године основана награда у њену част за најбољу причу у жанру "фантастичног": Premio Bellas Artes del Cuento Fantástico Amparo Dávila.

## Живот
Давила је рођена у Пиносу, у Закатекасу у Мексику. Већ у раном добу је волела да чита проводећи време у библиотеци свог оца. Њено детињство било је обележено страхом, што је и тема која се појавила у многим њеним будућим радовима.  Њен први објављени рад био је "Salmos bajo la luna" 1950. године. Након тога уследиле су "Meditaciones a la orilla del sueño" и "Perfil de soledades". 1954. године се преселила у Мексико Сити где је радила као секретарица Алфонса Рејеса. 1966. године је била део Центра Мексичких Писаца (Centro Mexicano de Escritores) где је добила одобрење за наставак писања. 2008. године Давила је призната од стране Палате ликовних уметности у Мексику. 

## Рад
Давила је позната по употреби тема лудила, опасности и смрти, углавном се бавећи женским протагонистом. Многе од њених протагонисткиња изгледају као да имају ментална одступања и нападају, често и насилно, друге. Много пута те жене су и даље биле неуспешне у бегу од својих менталних проблема и наставиле да живе са поступцима које су предузеле. Она се такође игра са идејом времена користећи га као симбол онога што не можемо да променимо.
Њени други радови укључују:
- Salmos bajo la luna (1950)
- Meditaciones a la orilla del sueño (1954)
- Perfil de soledades (1954)
- Tiempo destrozado (1959)
- Música concreta (1964)
- Árboles petrificados (1977)
- Muerte en el bosque (1985)

## Преведена дела
- The Houseguest and Other Stories (New Directions, 2018) пр. Audrey Harris и Matthew Gleeson[5]